# Leptotogea alutacefera
Leptotogea alutacefera är en stekelart som först beskrevs av Morley 1919.  Leptotogea alutacefera ingår i släktet Leptotogea och familjen brokparasitsteklar. Inga underarter finns listade i Catalogue of Life.